# Saint-Pol-sur-Ternoise
Pour les articles homonymes, voir Saint-Pol et Ternoise (homonymie).
Saint-Pol-sur-Ternoise est une commune française située dans le département du Pas-de-Calais en région Hauts-de-France. Ses habitants sont appelés les Saint-Polois. La commune est le siège de la communauté de communes du Ternois. C'est une ville de l'ancienne province d'Artois. 
La commune de Saint-Pol-sur-Ternoise (nom porté depuis 1801), traversée par la Ternoise, est située dans le sud du département du Pas-de-Calais à 32 km, à vol d'oiseau, au nord-ouest de la commune d'Arras. C’est une commune de type petite ville, avec une population de 4 759 habitants au dernier recensement de 2022, elle a connu un pic de population en 1982 avec 5 752 habitants.
La commune s’inscrit dans les « paysages du Ternois » tels qu’ils sont définis dans l’atlas de paysages. 
Sur le territoire communal se trouve trois monuments qui font l'objet d'ne inscription au titre des monuments historiques : l'église Saint-Paul, le château-Neuf et château-Vieux ainsi que l'ancienne chapelle des Sœurs-Noires.
La commune est décorée des croix de guerre 1914-1918 et 1939-1945.

## Géographie

### Localisation
Localisée dans la région Hauts-de-France, dans le sud du département du Pas-de-Calais, Saint-Pol-sur-Ternoise est une commune située, à vol d'oiseau, à 32 km au nord-ouest de la commune d’Arras (chef-lieu d'arrondissement et préfecture du Pas-de-Calais). Elle se situe au carrefour entre les routes d'Amiens à Béthune ou Saint-Omer et Dunkerque d'une part et d'Arras à Boulogne-sur-Mer et la Côte d'Opale d'autre part.
. La commune est le centre d'impulsion du pays du Ternois.
Le territoire de la commune est limitrophe de ceux de sept communes.
Les communes limitrophes sont Troisvaux, Brias, Gauchin-Verloingt, Herlin-le-Sec, Ostreville, Ramecourt et Saint-Michel-sur-Ternoise.

### Géologie et relief
La superficie de la commune est de 8,24 km2 ; son altitude varie de 82  à   149 mètres.
Le sous-sol de la commune est essentiellement crayeux. Le sol est constitué en grande partie par le limon des plateaux.
Le relief de la commune est peu accidenté. Cependant, la vallée de la Ternoise naissante constitue le cœur du site dominé par le Mont sur lequel fut construit le château féodal. La végétation est commune à celle de tout le Nord de la France. Le paysage est caractérisé par la présence de prairies dans la vallée surtout et de terres cultivées sur le plateau.

### Hydrographie
La commune, située dans le bassin Artois-Picardie, est, selon le Service d'administration nationale des données et référentiels sur l'eau (Sandre), drainée par deux cours d'eau :
- la Ternoise, d'une longueur de 41,43 km qui prend sa source dans la commune d'Ostreville et qui conflue, au niveau de la commune d'Huby-Saint-Leu, dans la Canche  qui elle-même se jette ensuite dans la Manche[4] ;
- le Ruisseau de Ramecourt, d'une longueur de 4,44 km qui prend sa source dans la commune de Ramecourt et se jette dans la Ternoise au niveau de la commune[5].

Saint-Pol-sur-Ternoise à l'est du bassin de la Canche.
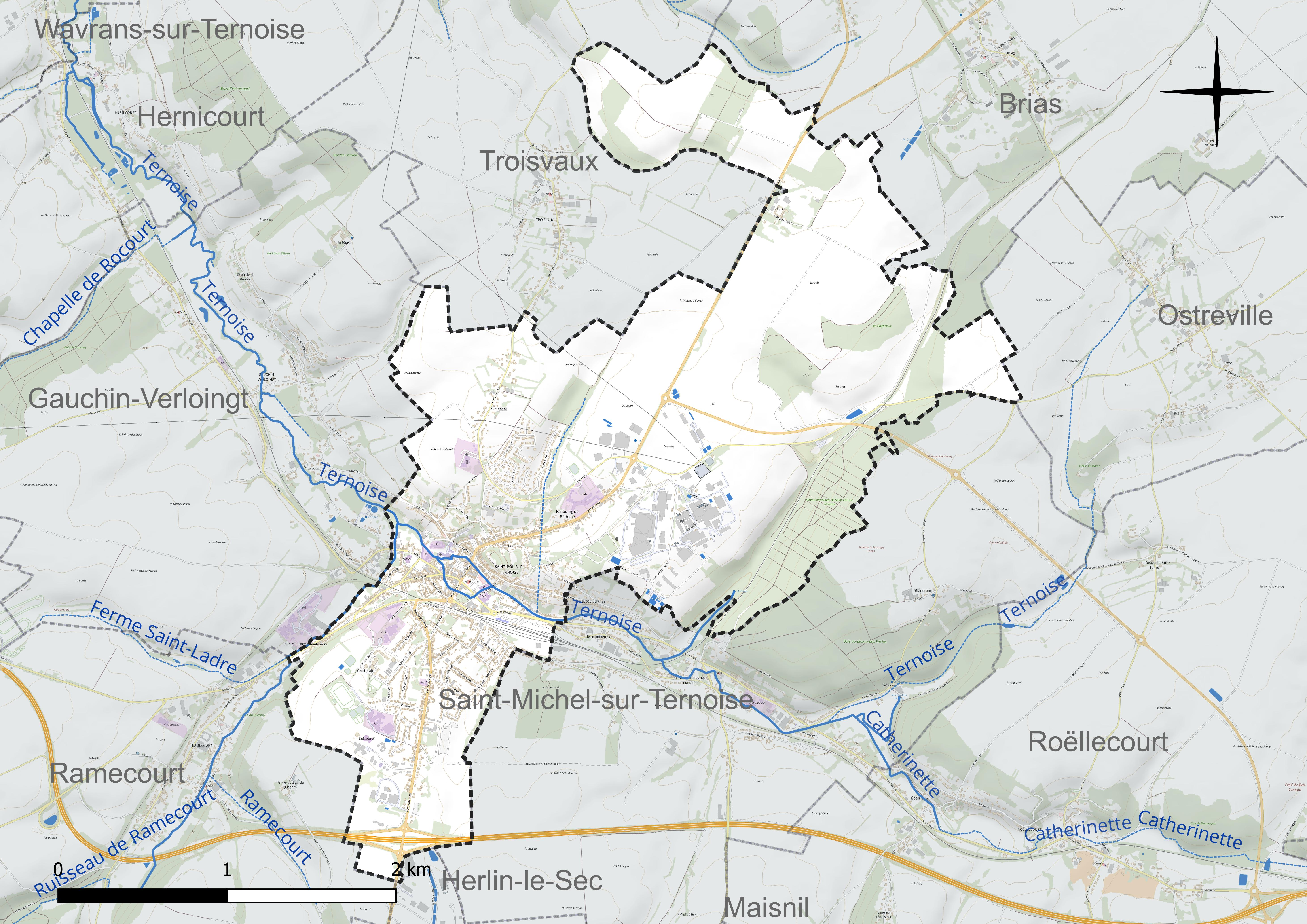
Réseau hydrographique de Saint-Pol-sur-Ternoise[Note 1].

### Climat
Pour des articles plus généraux, voir Climat des Hauts-de-France et Climat du Nord-Pas-de-Calais.
En 2010, le climat de la commune est de type climat océanique dégradé des plaines du Centre et du Nord, selon une étude du Centre national de la recherche scientifique (CNRS) s'appuyant sur une série de données couvrant la période 1971-2000. En 2020, Météo-France publie une typologie des climats de la France métropolitaine dans laquelle la commune est exposée à un climat océanique et est dans la région climatique Côtes de la Manche orientale, caractérisée par un faible ensoleillement (1 550 h/an) ; forte humidité de l’air (plus de 20 h/jour avec humidité relative > 80 % en hiver), vents forts fréquents.
Pour la période 1971-2000, la température annuelle moyenne est de 10,2 °C, avec une amplitude thermique annuelle de 13,8 °C. Le cumul annuel moyen de précipitations est de 843 mm, avec 12,7 jours de précipitations en janvier et 9,4 jours en juillet. Pour la période 1991-2020, la température moyenne annuelle observée sur la station météorologique la plus proche, située sur la commune de Humières à 9 km à vol d'oiseau, est de 10,9 °C et le cumul annuel moyen de précipitations est de 856,9 mm,. Pour l'avenir, les paramètres climatiques de la commune estimés pour 2050 selon différents scénarios d'émission de gaz à effet de serre sont consultables sur un site dédié publié par Météo-France en novembre 2022.

### Paysages
Pour un article plus général, voir Paysage en France.
La commune s'inscrit dans les « paysages du Ternois » tels qu’ils sont définis dans l’atlas de paysages de la région Nord-Pas-de-Calais, conçu par la direction régionale de l'Environnement, de l'Aménagement et du Logement (DREAL),.
Ces paysages, qui concernent 138 communes avec trois pôles d’attraction que sont Hesdin à l'ouest, Saint-Pol-sur-Ternoise à l’est et, dans une moindre mesure, Frévent en lisière sud, sont délimités par deux cours d’eau : la Canche au Sud et la Ternoise au Nord. Ces paysages sont composés de plateaux, de vallées et de bocages. Les plateaux du Ternois montrent une structure tabulaire assez plane et une altitude assez régulière avec des points culminants entre 150  à   160 m.
Le territoire d’une vingtaine de kilomètres du Nord au Sud et d’Est en Ouest, est traversé par la D 939 reliant Saint-Pol-sur-Ternoise à Hesdin, par la D 912 entre Saint-Pol-sur-Ternoise et Frévent et par la ligne ferroviaire de Saint-Pol-sur-Ternoise à Étaples dans la vallée de la Canche. La position excentrée, en l’absence de grands axes autoroutiers ou ferrés structurants, a permis au Ternois de conserver un caractère rural et une certaine qualité de paysage.
Au niveau de l’occupation des sols, les surfaces cultivées sont omniprésentes sur les plateaux, avec majoritairement la culture de la betterave et de la pomme de terre, et représentent près de 72 % de la surface totale de ces paysages du Ternois, les espaces artificialisés, cantonnés dans les fonds de vallée, représentent 13 % et les surfaces boisées, présentes dans les deux principales vallées de la Ternoise et de la Canche, ne représentent que 6 %.

### Milieux naturels et biodiversité

#### Zone naturelle d'intérêt écologique, faunistique et floristique
L’inventaire des zones naturelles d'intérêt écologique, faunistique et floristique (ZNIEFF) a pour objectif de réaliser une couverture des zones les plus intéressantes sur le plan écologique, essentiellement dans la perspective d’améliorer la connaissance du patrimoine naturel national et de fournir aux différents décideurs un outil d’aide à la prise en compte de l’environnement dans l’aménagement du territoire.
Le territoire communal comprend une ZNIEFF de type 1 : le bois de Saint-Michel-sur-Ternoise, d’une superficie de 194 hectares et d'une altitude variant de 25  à   146 mètres. Cette ZNIEFF est occupée dans sa partie centrale par un massif forestier typique des bois artésiens avec hêtraie, érablaie et frênaie.

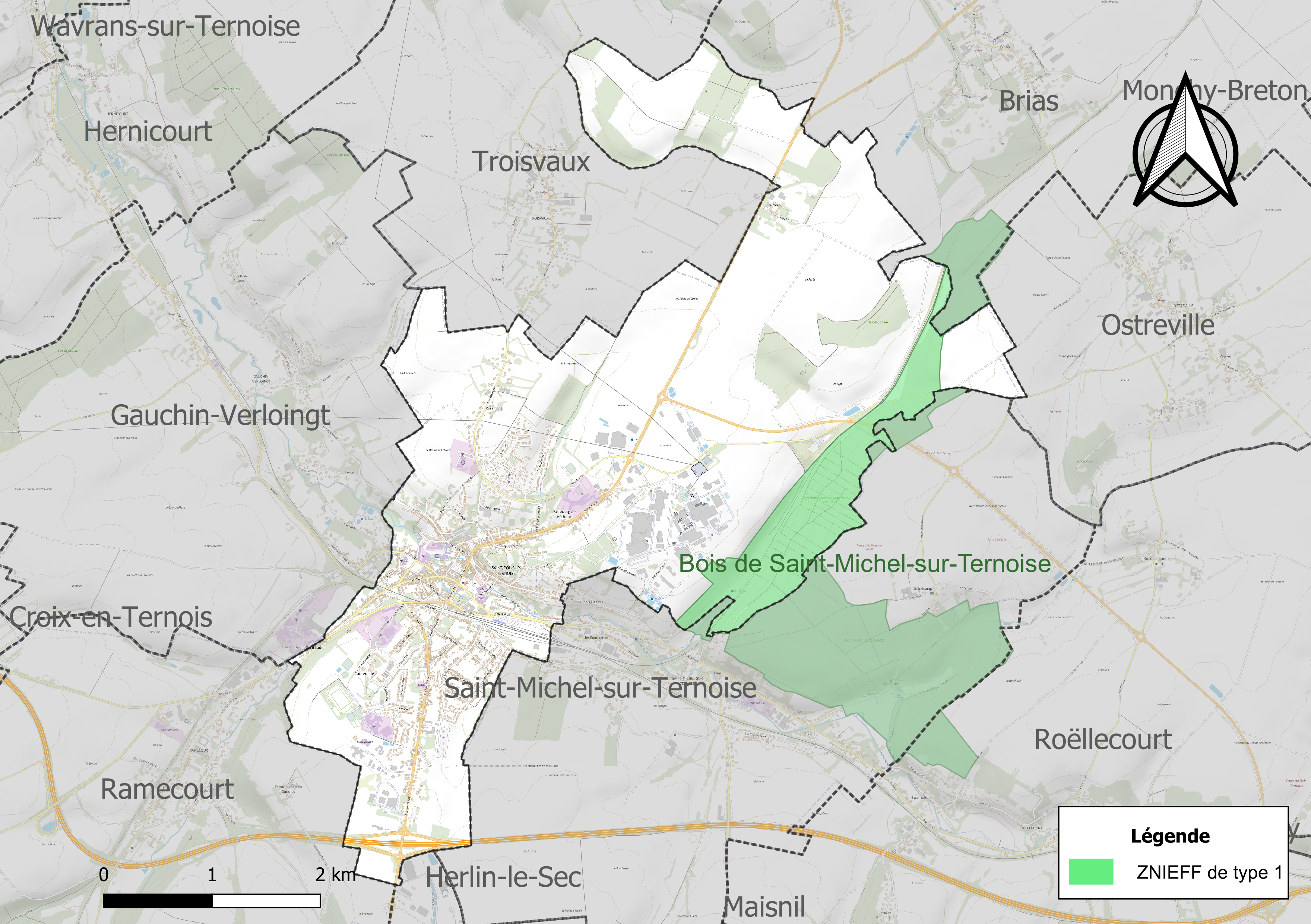
Carte de la ZNIEFF sur la commune.

#### Espèces faunistiques et floristiques
L’Inventaire national du patrimoine naturel (INPN) recense plusieurs espèces faunistiques et floristiques sur le territoire de la commune dont certaines sont protégées et d’autres menacées et quasi-menacées.

## Urbanisme

### Typologie
Au 1er janvier 2024, Saint-Pol-sur-Ternoise est catégorisée petite ville, selon la nouvelle grille communale de densité à sept niveaux définie par l'Insee en 2022.
Elle appartient à l'unité urbaine de Saint-Pol-sur-Ternoise, une agglomération intra-départementale regroupant huit  communes, dont elle est ville-centre,,. Par ailleurs la commune fait partie de l'aire d'attraction de Saint-Pol-sur-Ternoise, dont elle est la commune-centre,. Cette aire, qui regroupe 72 communes, est catégorisée dans les aires de moins de 50 000 habitants,.

### Occupation des sols
L'occupation des sols de la commune, telle qu'elle ressort de la base de données européenne d’occupation biophysique des sols Corine Land Cover (CLC), est marquée par l'importance des territoires agricoles (59,9 % en 2018), en diminution par rapport à 1990 (61,9 %). La répartition détaillée en 2018 est la suivante : 
terres arables (51,2 %), zones urbanisées (22,9 %), forêts (8,8 %), zones agricoles hétérogènes (8,7 %), zones industrielles ou commerciales et réseaux de communication (8,4 %). L'évolution de l’occupation des sols de la commune et de ses infrastructures peut être observée sur les différentes représentations cartographiques du territoire : la carte de Cassini (XVIIIe siècle), la carte d'état-major (1820-1866) et les cartes ou photos aériennes de l'IGN pour la période actuelle (1950 à aujourd'hui).

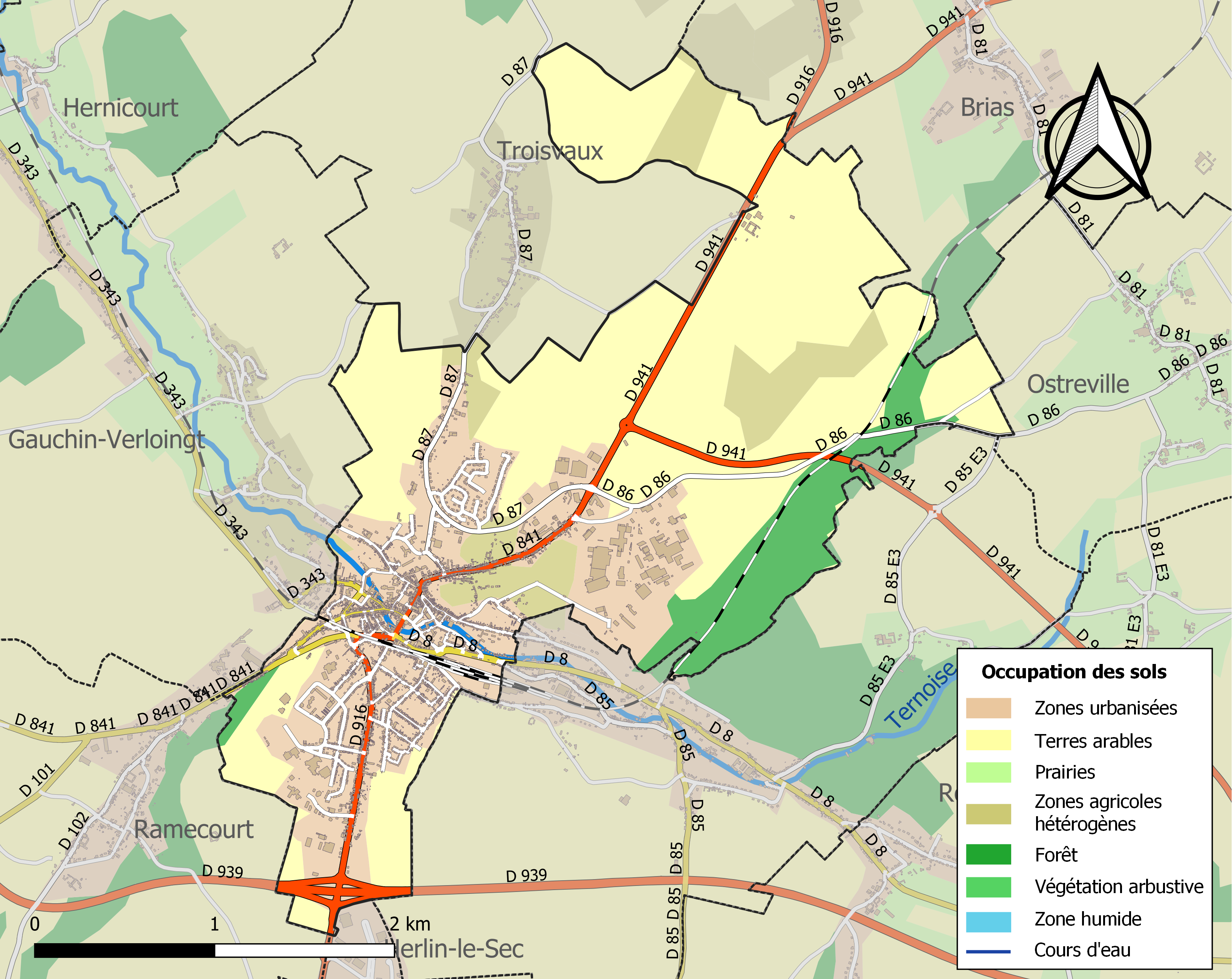
Carte des infrastructures et de l'occupation des sols de la commune en 2018 (CLC).

### Morphologie urbaine
La ville de Saint-Pol s'est construite sur les deux rives de la Ternoise. Elle s'est développée à partir du carrefour des axes nord-sud et est-ouest en débordant sur les rebords du plateau du Ternois. La ville de Saint-Pol forme avec Saint-Michel-sur-Ternoise, Gauchin-Verloingt et Ramecourt un seul et même ensemble urbain, le bâti étant continu entre ces trois communes.

### Logement
En 2009, le nombre total de logements dans la commune était de 2 505, alors qu'il était de 2 350 en 1999.
Parmi ces logements, 90,7 % étaient des résidences principales, 1,2 % des résidences secondaires et 8,1 % des logements vacants. Ces logements étaient pour 67,5 % d'entre eux des maisons individuelles et pour 29,8 % des appartements.
La proportion des résidences principales, propriétés de leurs occupants était de 43,1 %, en baisse par rapport à 1999 (45,9 %). La part de logements HLM loués vides (logements sociaux) était de 14,2 % contre 16,1 % en 1999, leur nombre ayant diminué de 349 à 323.

### Le Ternois, un territoire polarisé
Au milieu d'une région rurale distante d'une trentaine de kilomètres des centres urbains plus importants comme Arras ou Béthune, la commune concentre un nombre important d'activités économiques et de services : commerce, artisanat, banque, santé, établissements scolaires, etc.
Pour cette raison, la commune, malgré sa taille réduite, polarise fortement le territoire qui l'entoure.

## Toponymie
Le nom de la localité est attesté sous les formes Sanctus Paulus en 1051 ; Sanctus Paullus en 1239 ; Sanctus Paulus in Ternesio en 1291 ; Sainct-Paoul en 1550 ; Tervana seu Paulopolis au XVIIe siècle ; Pol en 1793 pendant la Révolution française ; Saint Pol en 1793 ; Saint-Pol et Saint-Pol-sur-Ternoise depuis 1801.
La Ternoise est une rivière de la région Hauts-de-France, dans le département du Pas-de-Calais.
St-Pauwels-a/d-Ternas est la graphie en flamand.

## Histoire
En 1875 arrive le chemin de fer à Saint-Pol. La gare de Saint-Pol-sur-Ternoise se trouve sur les lignes d'Arras à Saint-Pol, de Saint-Pol à Étaples et de Fives à Abbeville.

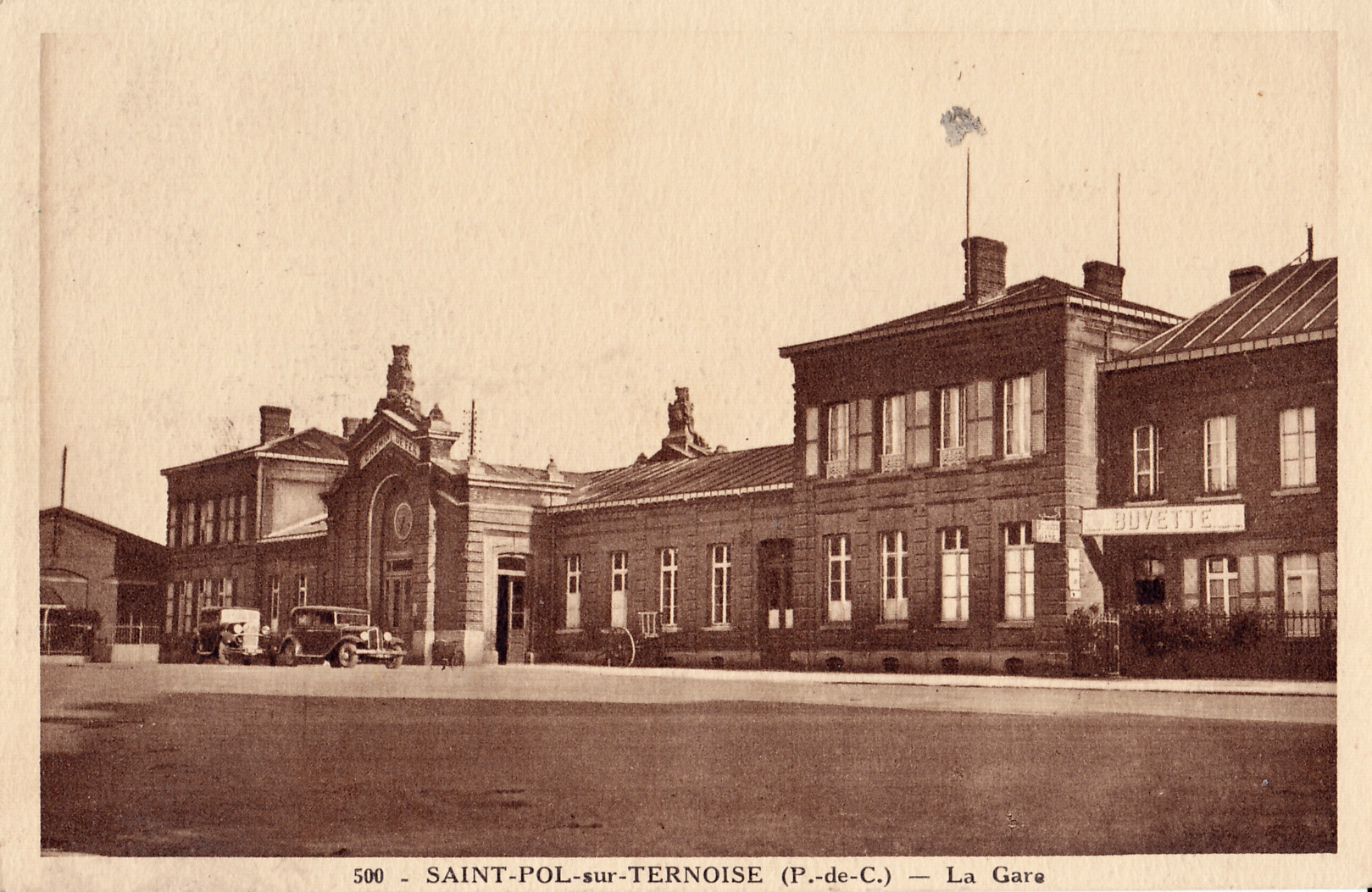
La gare, photographiée ici dans les années 1930.

### Première Guerre mondiale
Pendant la Première Guerre mondiale, Saint-Pol, située à l'arrière du front accueillit des hôpitaux militaires. Une cantine militaire était installée à la gare de Saint-Pol.
La commune est décorée de la croix de guerre 1914-1918 par décret du 10 août 1920, distinction également attribuée à 276 autres communes du Pas-de-Calais.

### Seconde Guerre mondiale
Au début de la Seconde Guerre mondiale, au cours de la bataille de France de 1940, la ville de Saint-Pol accueillit des réfugiés belges qui fuyaient vers le sud. Les Allemands occupèrent la ville à partir du 19 mai 1940.
La gare de Saint-Pol fut presque complètement détruite par les bombardements aériens alliés des 4 et 7 septembre 1943. Les Allemands construisirent un blockhaus devant la gare en prévision d’éventuels combats avec les armées alliées. Ce blockhaus était censé défendre l'accès à la route d'Arras.
Lors des combats de la libération de la France, en juin 1944, la ville de Saint-Pol-sur-Ternoise subit de violents bombardements de la part de l’aviation alliée. Le centre-ville a été durement atteint : outre la gare, l’église, l’hôtel de ville et une partie des rues commerçantes furent totalement détruits.
Saint-Pol-sur-Ternoise est décorée de la croix de guerre 1939-1945 le 10 octobre 1949.

### Trente Glorieuses
La reconstruction du centre-ville et des principaux monuments, hôtel de ville, église et gare débuta dès 1946 et s'échelonna jusque 1965 avec l'ouverture au public de la nouvelle gare.

## Politique et administration

### Découpage territorial
La commune se trouve dans l'arrondissement d'Arras du département du Pas-de-Calais.

#### Commune et intercommunalités
La commune était le siège de la Communauté de communes du Saint-Polois créée fin 1995.
Dans le cadre de la réforme des collectivités territoriales françaises, par la loi de réforme des collectivités territoriales du 16 décembre 2010 (dite loi RCT)  destinée à permettre notamment l'intégration de la totalité des communes dans un EPCI à fiscalité propre, la suppression des enclaves et discontinuités territoriales et les modalités de rationalisation des périmètres des établissements publics de coopération intercommunale et des syndicats mixtes existants, cette intercommunalité fusionne avec sa voisine, la communauté de communes du pays d'Heuchin, formant le 1er janvier 2013 la communauté de communes des Vertes Collines du Saint-Polois.
Un nouveau mouvement de regroupement intercommunal intervient dans le cadre des dispositions de la loi portant nouvelle organisation territoriale de la République (Loi NOTRe) du 7 août 2015, qui prévoit que les établissements publics de coopération intercommunale (EPCI) à fiscalité propre doivent avoir un minimum de 15 000 habitants. À l'initiative des intercommunalités concernées, la Commission départementale de coopération intercommunale (CDCI) adopte le 26 février 2016 le principe de la fusion de : 
- la communauté de communes de l'Auxillois, regroupant 16 communes dont une de la Somme et 5 217 habitants[25] ;
- la communauté de communes de la région de Frévent, regroupant 12 communes et 6 567 habitants ;
- de la communauté de communes des Vertes Collines du Saint-Polois, regroupant 58 communes et 19 585 habitants
- de la communauté de communes du Pernois, regroupant 18 communes et 7 114 habitants. Le schéma départemental de coopération intercommunale (SDCI), intégrant notamment cette évolution, est approuvé par un arrêté préfectoral du 30 mars 2016[26],[27].

La communauté de communes du Ternois, qui résulte de cette fusion et dont la commune est désormais le siège, est créée par un arrêté préfectoral qui a pris effet le 1er janvier 2017. Cette communauté de communes du Ternois regroupe 103 communes et compte 37 469 habitants en 2021.

#### Circonscriptions administratives
La commune était depuis 1793 le chef-lieu du canton de Saint-Pol-sur-Ternoise. Dans le cadre du redécoupage cantonal de 2014 en France, la composition de ce canton, dont la commune est désormais le bureau centralisateur, est modifié et regroupe désormais 88 communes.

#### Circonscriptions électorales
Pour l'élection des députés, la commune fait partie de la première circonscription du Pas-de-Calais.

### Élections municipales et communautaires

#### Liste des maires

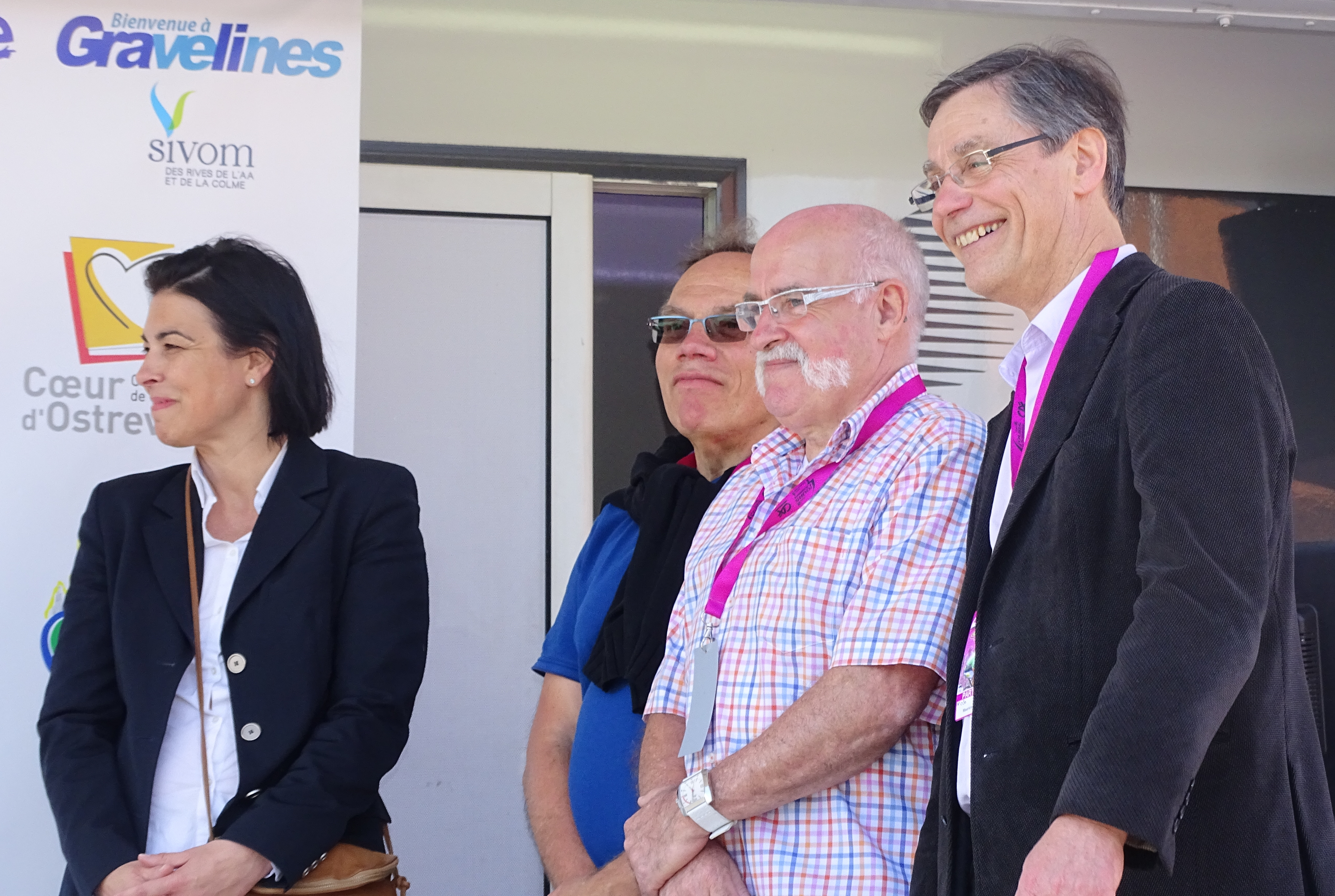
Maurice Louf (à droite), maire de 2001 à 2008 et de 2011 à 2020, lors de l'arrivée de la troisième étape des Quatre Jours de Dunkerque 2016 à Saint-Pol-sur-Ternoise.

| Période         | Période                        | Identité         | Étiquette    | Qualité |
| --------------- | ------------------------------ | ---------------- | ------------ | --- |
| novembre 1944   | mai 1953                       | Oscar Ricque     |              | Directeur d'école |
| mai 1953        | mars 1959                      | Lucien Duprez    |              | Huissier de justice |
| mars 1959       | mars 1965                      | Pierre Bonnel    | RI           | Pharmacien Conseiller général de Saint-Pol-sur-Ternoise (1967 → 1972) Député du Pas-de-Calais (3e circ.) (1968 → 1973)                                      |
| mars 1965       | novembre 1989                  | Lucien Pignion   | SFIO puis PS | Inspecteur de l'enseignement primaire Député du Pas-de-Calais (3e circ.) (1973 → 1986) Décédé en fonction                                                   |
| novembre 1989   | 1992                           | Rémy Cachera     | PS           | Démissionnaire |
| 1992            | juin 1995                      | Maurice Louf     | PS           | Chargé de mission au conseil général du Pas-de-Calais |
| juin 1995       | juin 2000,                     | Philippe Vasseur | UDF          | Journaliste, Député du Pas-de-Calais (1986 → 1995 et 1997 → 2000), Ministre de l'Agriculture, de la Pêche et de l'Alimentation (1995 → 1997) Démissionnaire |
| juin 2000       | mars 2001                      | Jean Pépin       | UDF          | |
| mars 2001       | mars 2008                      | Maurice Louf     | PS           | Directeur d'association, Conseiller général de Saint-Pol-sur-Ternoise (2004 → 2015)                                                                         |
| mars 2008       | juin 2011                      | Yves Héniart     | DVD          | Mandat écourté à la suite de la démission d'une majorité de conseillers municipaux                                                                          |
| 26 juin 2011,   | mai 2020                       | Maurice Louf,    | PS           | Conseiller général de Saint-Pol-sur-Ternoise (2004 → 2015)                                                                                                  |
| mai 2020        | décembre 2022 Démissionnaire   | Benoît Demagny   | SE           | Ancien directeur d'usine Vice président de la communauté de communes du Ternois (2020 → 2022)                                                               |
| 8 décembre 2022 | En cours (au 13 décembre 2022) | Danielle Vasseur |              | |

### Instances de démocratie participative
La commune s'est dotée d'un conseil municipal des jeunes.

### Jumelages
La commune est jumelée avec :
| Ville | Ville          | Pays | Pays        | Période     |
| ----- | -------------- | ---- | ----------- | ----------- |
|       | Hebden Bridge, |      | Royaume-Uni | depuis 1979 |
|       | Warstein       |      | Allemagne   | depuis 1965 |

## Équipements et services publics

### Enseignement
La commune est située dans l'académie de Lille et dépend de l'inspection académique du Pas-de-Calais. Pour les vacances scolaires, elle est dans la zone B.
Elle administre une école maternelle (école Lucien-Pignion) et une école élémentaire communales (école Jacques-Prévert - Jean-de-la-Fontaine).
La région gère le lycée professionnel Pierre-Mendès-France.
Sur le territoire de la commune se trouve également un établissement privé : l'école primaire Sainte Anne.

### Culture

#### Bibliothèque municipale
Fondée en 1837 par Bruno Danvin, elle conserve un fonds ancien d'histoire locale et régionale de plus de 12 000 ouvrages du XVIe siècle à nos jours : registres d'état civil, livres imprimés, journaux…
Elle est installée au Centre Henri-Picot en face du musée.

#### Musée Bruno-Danvin
La création  du musée de Saint-Pol remonte à  1838 mais une partie des collections fut dispersée en 1887. En 1907, le musée fut réinstallé dans la mairie sous l’impulsion d’Edmond Edmont. En 1967, il fut rouvert dans la chapelle des Sœurs-Noires. Il renferme quatre types de collections :
- archéologie : hache à dos, scramasaxes, fers de lance, boucles de ceintures en fer damasquiné, fibules, céramiques…
- collection lapidaire : statue de saint Jean, pierres sculptées et statues provenant du Château-Neuf ou de l’église détruite en 1944. Grès des  XVIIe et XVIIIe siècles.
- tableaux, lithographies (legs du baron Alphonse de Rothschild en 1899), sculptures et faïences.
- arts et traditions populaires du XIXe début du XXe siècle.

Le musée accueille chaque année des expositions d’œuvres d’artistes contemporains.

#### Bibliothèque pour tous
Créée en 1960, située place Louis-Lebel, cette bibliothèque est membre de l'Union nationale Culture et Bibliothèque reconnue d'utilité publique.

#### Maison des jeunes et de la culture
La Maison des jeunes et de la culture (MJC) du Ternois organise différentes activités de loisirs: danse, sport, travaux manuel, couture, théâtre…

#### Cinéma
Le cinéma Le Régency de 140 places a rouvert en 1988. Il est classé Art et Essai et Label Jeune public.

#### École de danse
L'école de danse Academy Ballet propose des cours de danse classique et contemporaine.

#### A. P. AR. T.
Atelier de pratique artistique en Ternois.

#### Collectif 360
Le collectif 360 s'est fixé pour mission l'organisation d'événements artistiques franco-anglo-allemands.

#### École de cirque
L'école de cirque Cirqu'en cavale enseigne les arts du cirque et organise des spectacles.

#### Harmonie municipale
La commune possède une harmonie municipale, société de musique créée en 1815.

#### École de musique
L'école de musique existe depuis 1932 : cours d'instruments (clarinette, cor, flûte traversière, hautbois, percussions, piano, saxophone, trompette, tambour, tuba...) et classe d'orchestre.

#### Cercle historique du Ternois
Le Cercle historique du Ternois est une société savante qui a pour but l'étude de l'histoire locale et du patrimoine du Ternois ainsi que la publication d'ouvrages les concernant.

## Population et société

### Démographie
Les habitants de la commune sont appelés les Saint-Polois.

#### Évolution démographique
L'évolution du nombre d'habitants est connue à travers les recensements de la population effectués dans la commune depuis 1793. Pour les communes de moins de 10 000 habitants, une enquête de recensement portant sur toute la population est réalisée tous les cinq ans, les populations de référence des années intermédiaires étant quant à elles estimées par interpolation ou extrapolation. Pour la commune, le premier recensement exhaustif entrant dans le cadre du nouveau dispositif a été réalisé en 2008.

En 2022, la commune comptait 4 759 habitants, en évolution de −4,84 % par rapport à 2016 (Pas-de-Calais : −0,72 %, France hors Mayotte : +2,11 %).
| 1793  | 1800  | 1806  | 1821  | 1831  | 1836  | 1841  | 1846  | 1851  |
| ----- | ----- | ----- | ----- | ----- | ----- | ----- | ----- | ----- |
| 3 152 | 2 949 | 3 409 | 3 500 | 3 504 | 3 452 | 3 374 | 3 348 | 3 380 |

| 1856  | 1861  | 1866  | 1872  | 1876  | 1881  | 1886  | 1891  | 1896  |
| ----- | ----- | ----- | ----- | ----- | ----- | ----- | ----- | ----- |
| 3 315 | 3 440 | 3 567 | 3 743 | 3 949 | 3 797 | 3 788 | 3 705 | 3 808 |

| 1901  | 1906  | 1911  | 1921  | 1926  | 1931  | 1936  | 1946  | 1954  |
| ----- | ----- | ----- | ----- | ----- | ----- | ----- | ----- | ----- |
| 3 956 | 3 970 | 4 243 | 4 846 | 4 704 | 4 694 | 4 736 | 4 535 | 5 087 |

| 1962  | 1968  | 1975  | 1982  | 1990  | 1999  | 2006  | 2008  | 2013  |
| ----- | ----- | ----- | ----- | ----- | ----- | ----- | ----- | ----- |
| 5 193 | 5 318 | 5 717 | 5 752 | 5 215 | 5 220 | 5 144 | 5 120 | 5 081 |

| 2018  | 2022  | - | - | - | - | - | - | - |
| ----- | ----- | - | - | - | - | - | - | - |
| 4 942 | 4 759 | - | - | - | - | - | - | - |

#### Pyramide des âges
En 2018, le taux de personnes d'un âge inférieur à 30 ans s'élève à 34,8 %, soit en dessous de la moyenne départementale (36,7 %). À l'inverse, le taux de personnes d'âge supérieur à 60 ans est de 28,5 % la même année, alors qu'il est de 24,9 % au niveau départemental.
En 2018, la commune comptait 2 348 hommes pour 2 594 femmes, soit un taux de 52,49 % de femmes, légèrement supérieur au taux départemental (51,50 %).
Les pyramides des âges de la commune et du département s'établissent comme suit.
| Hommes | Classe d’âge | Femmes |
| ------ | ------------ | ------ |
| 0,6    | 90 ou +      | 2,9    |
| 6,7    | 75-89 ans    | 12,8   |
| 16,1   | 60-74 ans    | 17,4   |
| 21,5   | 45-59 ans    | 20,0   |
| 16,7   | 30-44 ans    | 15,4   |
| 20,8   | 15-29 ans    | 17,0   |
| 17,7   | 0-14 ans     | 14,5   |

| Hommes | Classe d’âge | Femmes |
| ------ | ------------ | ------ |
| 0,5    | 90 ou +      | 1,6    |
| 5,6    | 75-89 ans    | 8,9    |
| 16,7   | 60-74 ans    | 18,1   |
| 20,2   | 45-59 ans    | 19,2   |
| 18,9   | 30-44 ans    | 18,1   |
| 18,2   | 15-29 ans    | 16,2   |
| 19,9   | 0-14 ans     | 17,9   |

### Manifestations culturelles et festivités
L'association « Les Baladins des Temps Jadis » organise chaque année la commémoration historique des événements ayant marqué la commune et sa région depuis le haut Moyen Âge.
L'association « Les Pères la Joie » est une société fondée en 1922 de musiciens et de danseurs du folklore local à but carnavalesque. Après une éclipse, la troupe fut réactivée en 1952. La tenue des « Père la Joie » est celle traditionnelle du meunier saint-polois : roulière en toile bleue, pantalon blanc, bonnet bleu, haut faux-col. Deux géants, un âne et un moulin, complètent la troupe.

### Sports et loisirs
Saint-Pol-sur-Ternoise est, entre autres, connue pour son club de basket-ball, le « Basket Club Saint-Polois » et son club de football, l'USSP (union sportive Saint-Poloise).
L'USSP évolue pour la saison 2020-2021 dans le championnat de Régional 3, mais a déjà évolue au cran du dessus, la DHR (actuelle Régional 2).
Le samedi 23 novembre 2002, Saint-Pol-sur-Ternoise (PH) a reçu l'US Créteil-Lusitanos (Ligue 2) au stade Degouve-Brabant d'Arras pour le 7e tour de la Coupe de France car son stade de la Cavée n'était pas aux normes pour recevoir ce match. Les Cristolliens s'imposent six buts à un.

### Médias
L'Abeille de la Ternoise est un hebdomadaire d'informations locales fondé en 1827.

### Cultes
Le territoire de la commune dépend de la paroisse catholique « Saint-Paul-du-Ternois » au sein du doyenné « des Sept Vallées - Ternois » du diocèse d'Arras. Au sein de cette paroisse, les lieux de culte sont répartis au sein de 53 communes ; pour Saint-Pol-sur-Ternoise, il s'agit de l'église Saint-Paul dont la bénédiction a eu lieu le 8 avril 1962, à la suite de sa reconstruction. La chapelle Notre-Dame-du-Rosaire appartenant à la fraternité sacerdotale Saint-Pie-X fait célébrer des messes selon le rite romain d'avant 1962. La commune ne dispose pas de lieu de culte israélite, musulman ou protestant.

## Économie

### Revenus de la population et fiscalité
En 2021, la commune compte 2 294 ménages fiscaux, regroupant 4 570 personnes.
Le revenu fiscal médian par ménage, le taux de pauvreté des ménages et la part des ménages fiscaux imposés de la commune, du département du Pas-de-Calais et de la métropole sont les suivants :
- le revenu fiscal médian par ménage de la commune est de 18 810 €, inférieur à celui du département du Pas-de-Calais (20 720 €) et inférieur à celui de la France métropolitaine (23 080 €)[Insee 10],[Insee 11],[Insee 12] ;
- le taux de pauvreté des ménages de la commune est de 26 %, de 18,4 % au niveau du département et de 14,9 % au niveau de la métropole[Insee 13],[Insee 14],[Insee 15] ;
- la part des ménages fiscaux imposés dans la commune est de 35 %, de 44,1 % au niveau du département et de 53,4 % au niveau de la métropole[Insee 10],[Insee 11],[Insee 12].

### Emploi
|                       | 2011   | 2016   | 2022   |
| --------------------- | ------ | ------ | ------ |
| Commune               | 20,6 % | 21,4 % | 20,3 % |
| Département           | 11,3 % | 13,7 % | 11,2 % |
| France métropolitaine | 11,6 % | 13,7 % | 11,7 % |

En 2022, la population âgée de 15 à 64 ans s'élève à 2 853 personnes, parmi lesquelles on compte 71,5 % d'actifs (57,0 % ayant un emploi et 14,5 % de chômeurs) et 28,5 % d'inactifs,. En 2022, le taux de chômage communal (au sens du recensement) des 15-64 ans est supérieur à celui du département et supérieur à celui de la France métropolitaine.
La commune est la commune-centre de l'aire d'attraction de Saint-Pol-sur-Ternoise,. Elle compte 4 959 emplois en 2022, contre 5 145 en 2016 et 5 078 en 2011. Le nombre d'actifs ayant un emploi résidant dans la commune est de 1 667, soit un indicateur de concentration d'emploi de 297,5 et un taux d'activité parmi les 15 ans ou plus de 51,3 %.
Sur ces 1 667 actifs de 15 ans ou plus ayant un emploi, 866 travaillent dans la commune, soit 52,0 % des habitants. Pour se rendre au travail, 73,7 % des habitants utilisent une voiture, un camion ou une fourgonnette, 4,5 % les transports en commun, 17,3 % s'y rendent en deux-roues motorisé, à vélo ou à pied et 4,5 % n'ont pas besoin de transport (travail au domicile).

### Entreprises et commerces

#### Activités hors agriculture
369 établissements marchands non agricoles sont économiquement actifs en 2022 à Saint-Pol-sur-Ternoise,,.
| Secteur d'activité                                                                                        | Commune | Commune | Département |
| Secteur d'activité                                                                                        | Nombre  | %       | %           |
| --- | ------- | ------- | ----------- |
| Ensemble                                                                                                  | 369     | 100 %   | (100 %)     |
| Industrie manufacturière, industries extractives et autres                                                | 24      | 6,5 %   | (5,3 %)     |
| Construction                                                                                              | 21      | 5,7 %   | (11,7 %)    |
| Commerce de gros et de détail, transports, hébergement et restauration                                    | 124     | 33,6 %  | (22,5 %)    |
| Information et communication                                                                              | 10      | 2,7 %   | (3,6 %)     |
| Activités financières et d'assurance                                                                      | 22      | 6,0 %   | (5,3 %)     |
| Activités immobilières                                                                                    | 17      | 4,6 %   | (5,7 %)     |
| Activités spécialisées, scientifiques et techniques et activités de services administratifs et de soutien | 43      | 11,7 %  | (20,2 %)    |
| Administration publique, enseignement, santé humaine et action sociale                                    | 64      | 17,3 %  | (15,8 %)    |
| Autres activités de services                                                                              | 44      | 11,9 %  | (9,9 %)     |

Le secteur du commerce de gros et de détail, transports, hébergement et restauration est prépondérant sur la commune puisqu'il représente 33,6 % du nombre total d'établissements de la commune (124 sur les 369 entreprises implantées  à Saint-Pol-sur-Ternoise), contre 22,5 % au niveau départemental.

#### Agriculture
La commune est dans le « Ternois », une petite région agricole dans le département du Pas-de-Calais. En 2020, l'orientation technico-économique de l'agriculture  sur la commune est l'exploitation de grandes cultures (hors céréales et oléo-protéagineux). 
|               | 1988 | 2000 | 2010 | 2020 |
| ------------- | ---- | ---- | ---- | ---- |
| Exploitations | 11   | 7    | 4    | 3    |
| SAU (ha)      | 469  | 540  | 387  | 364  |

Le nombre d'exploitations agricoles en activité et ayant leur siège dans la commune est passé de 11 lors du recensement agricole de 1988 à 7 en 2000 puis à 4 en 2010 et enfin à 3 en 2020, soit une baisse de 73 %. La surface agricole utilisée sur la commune a également diminué, passant de 469 ha en 1988 à 364 ha en 2020 (soit - 22,39 % depuis 1988). Parallèlement la surface agricole utilisée moyenne par exploitation a augmenté, passant de 43 à 121 ha,.

## Culture locale et patrimoine

### Lieux et monuments

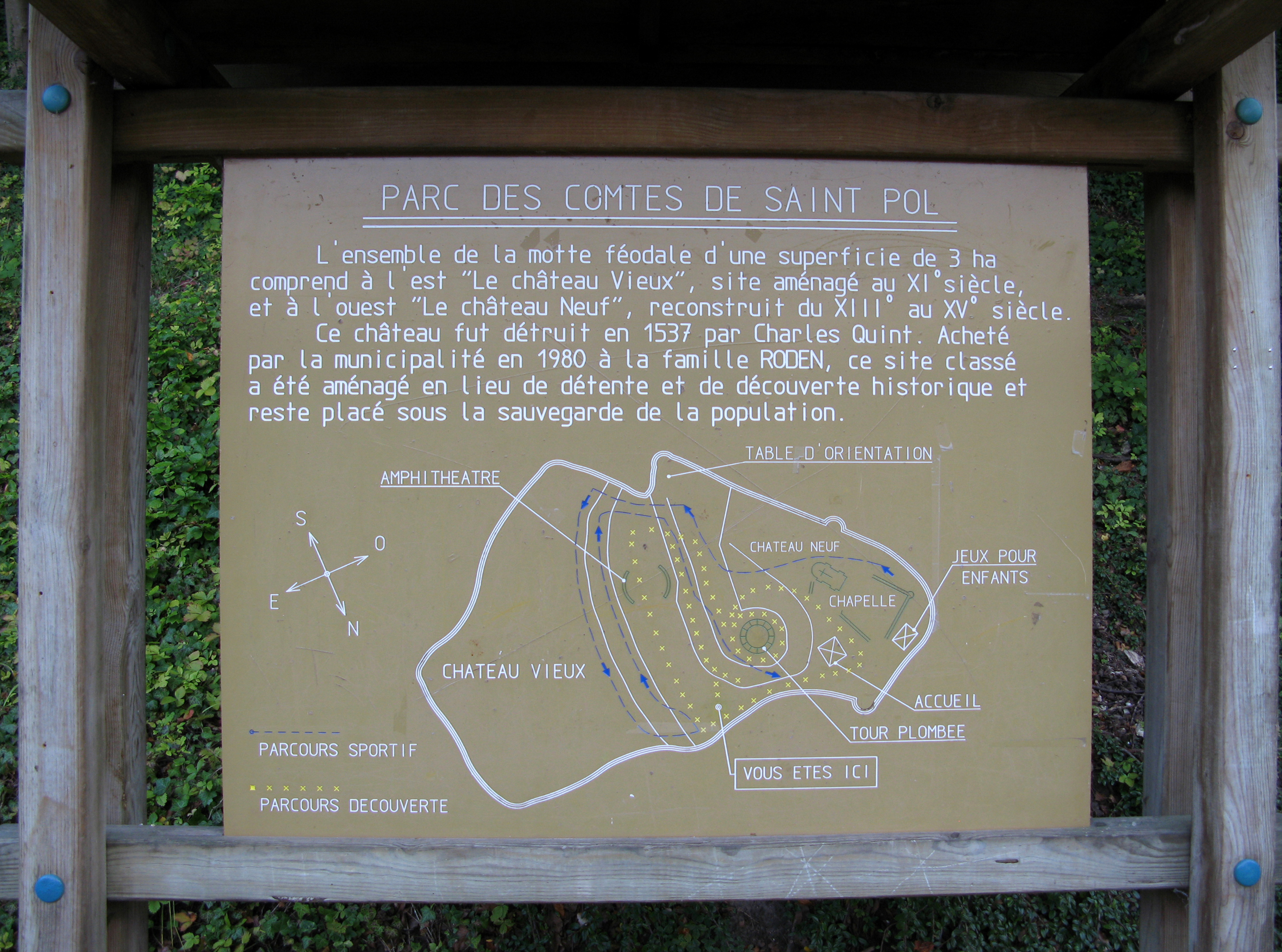
Saint-Pol-sur-Ternoise (château) panneau informatif du parc des comtes de Saint-Pol.

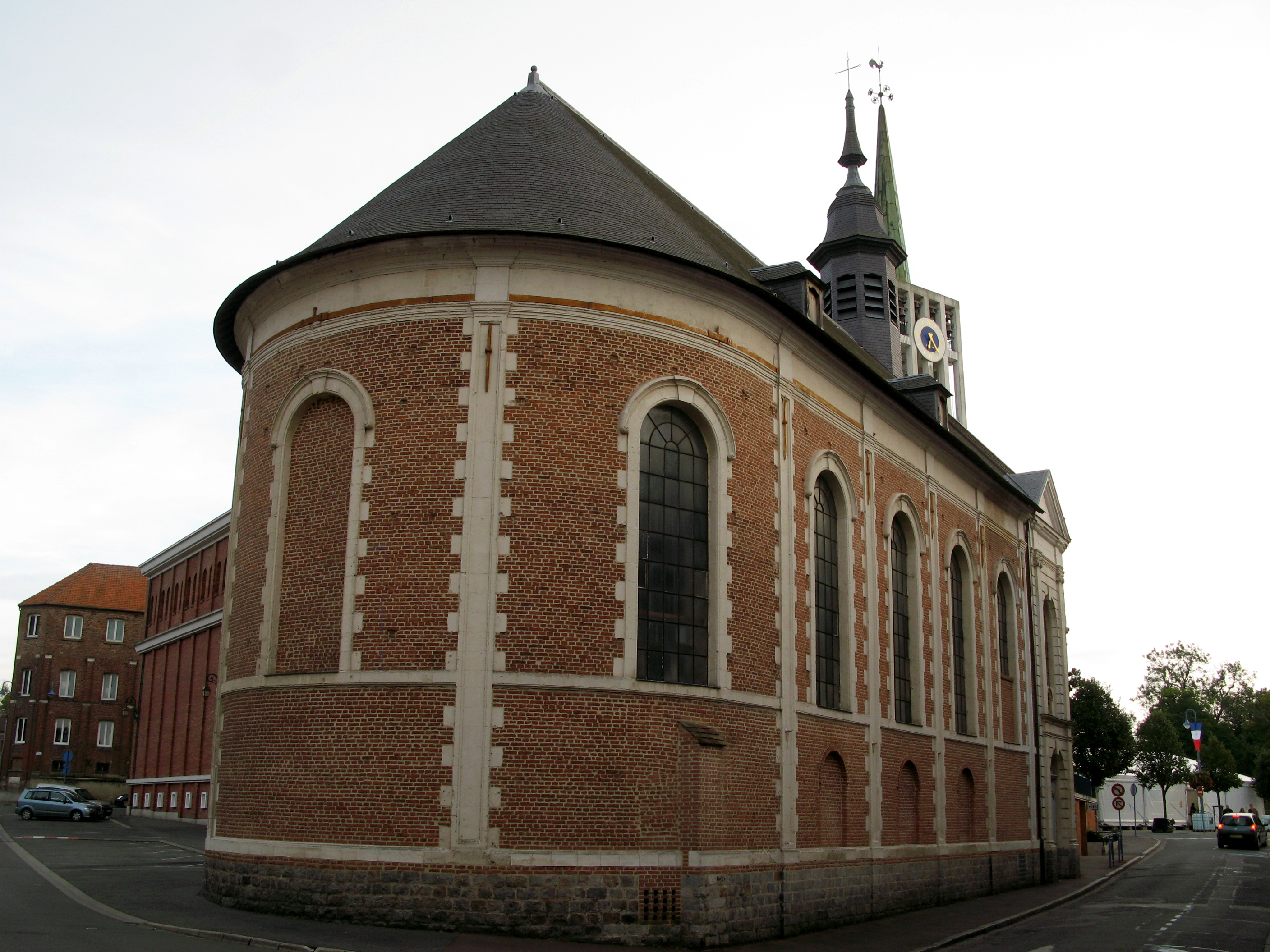
La chapelle des Sœurs-Noires, musée Bruno-Danvin.

La commune compte trois monuments répertoriés à l'inventaire des monuments historiques et un monument répertorié à l'inventaire général du patrimoine culturel :
- le château-Neuf et château-Vieux.

Le château comtal fut la demeure des maisons de Bouillon et de Luxembourg. Il passa aussi à la maison de Châtillon. Confisqué après la mort tragique du connétable de Saint-Pol en 1475, il fut donné aux Bourbon-Vendôme, puis passa aux princes de Longueville, de Melun-Épinoy et enfin dans celle de Rohan-Soubise.
La fondation du château-fort date du VIe siècle. Au IXe siècle, il résista aux attaques des Vikings. Au XIIe siècle, il fut ravagé par les comtes de Flandre. Ravagé par les troupes de Charles Quint au XVIe siècle, il est détruit et n'est point rebâti. Les ruines du château de Saint-Pol et le parc sont rachetés en 1787 par Jacques de Corbehem, lieutenant-général de la sénéchaussée de Saint-Pol.
Les vestiges et fossés sont inscrits à l'inventaire des monuments historiques depuis le 24 septembre 1979. En 1980, la ville de Saint-Pol a racheté le terrain de trois hectares sur lequel sont situés les vestiges et l'a aménagé en parc public.
- l'ancienne chapelle des Sœurs-Noires.

Cette ancienne chapelle des Sœurs-Noires, surmontée d'un clocheton, fut construite en brique et pierre de 1757 à 1761. La porte d'entrée est surmontée d'un fronton et encadrée de deux pilastres d'ordre dorique. Elle est inscrite à l'inventaire des monuments historiques  depuis le 5 octobre 1945.
Elle abrite le musée d'Art et d'Histoire Bruno-Danvin.
- l'église Saint-Paul.

L'église Saint-Paul était avant la Révolution française la chapelle du couvent des carmes fondé en 1615. Détruite lors des bombardements de juin 1944, elle fut reconstruite à la fin des années 1950 à l'emplacement de l'ancien hôtel de ville.
Le bâtiment est l’œuvre des architectes Jean-Frédéric Battut et Robert Warnesson, il fut édifié de 1958 à 1960. Elle est inscrite à l'inventaire des monuments historiques  depuis le 16 octobre 1944.
La commune compte sept objets répertoriés à l'inventaire des monuments historiques et un objet répertorié à l'inventaire général du patrimoine culturel :
- la cloche de l'hôpital, en bronze, datée de 1671, classée à l'inventaire des monuments historiques depuis le 20 septembre 1943[68] ;
- la cloche de l'hôtel de ville, en bronze, datée de 1699, classée à l'inventaire des monuments historiques depuis le 20 septembre 1943[69] ;
- à l'intérieur de l'église Saint-Paul :
  - la partie instrumentale de l'orgue de tribune, classée à l'inventaire des monuments historiques depuis le 3 janvier 2003[70], la menuiserie  est répertoriée à l'inventaire général du patrimoine culturel mais elle est en mauvais état[71] ;
  - les trois cloches du carillon, datées de 1699, classées à l'inventaire des monuments historiques depuis le 20 septembre 1943[72] ;
  - la cloche de 1738, classée à l'inventaire des monuments historiques depuis le 20 septembre 1943[73] ;
  - l'ensemble calice et patène, en argent ciselé doré, daté de 1747, classé à l'inventaire des monuments historiques depuis le 11 mai 1897[74].

L'hôtel de ville, l'église et la gare ont été détruits par les bombardements alliés de la Seconde Guerre mondiale.
- L'hôtel de ville est reconstruit par les architectes Jean-Frédéric Battut et Robert Warnesson à l'emplacement de l'ancienne église.
- La gare de Saint-Pol-sur-Ternoise est reconstruite à la fin des années 1960 en englobant un blockhaus allemand.
- la nécropole nationale de Saint-Pol-sur-Ternoise.
- L'œuvre du sculpteur Yves de Coetlogon, réalisée en 1963 : la statue de Notre-Dame-des-Ardents.
- La chapelle Sainte-Marie-Madeleine, érigée sur les plans de Clovis Normand.
- Le monument aux morts, reconstruit en 1963[75].

### Légendes
Une légende folklorique est particulièrement rattachée à Saint-Pol-sur-Ternoise, celle d'ech goblin, également connu sous le nom de qu'vau blanc ou ch'gvo blanc, qui est mentionné au XIXe siècle comme un gobelin capable de prendre la forme d'un mammifère fantastique possédant un long pelage blanc, et portant autour du cou un collier garni de clochettes. Le son mélodieux de celles-ci pousse les gens et surtout les enfants à chevaucher l'animal dès qu'ils l'entendent. Le dos d'ech goblin s'allonge au fur et à mesure que des personnes l'enfourchent. Lorsqu'il en porte suffisamment, il court à toute vitesse vers la rivière la plus proche et y noie ses cavaliers. Le soir, cette créature se cachait dans des carrières ou des excavations le long de routes qui menaient vers la forêt.
Il était évoqué pour effrayer les enfants turbulents, auxquels on disait« Gare a ti, v'lo ch'goblin »,.

### Personnalités liées à la commune
- Philippe de Bourgogne (1404-1430), comte de Saint-Pol et éphémère duc de Brabant (1427-1430).
- Bucarius (XVe siècle), écrivain picard originaire de la région de Saint-Pol, auteur du Pastorelet.
- Jacques Jean-Baptiste Éloy de Corbehem (1737-1807), lieutenant-général de la Sénéchaussée de Saint-Pol-sur-Ternoise, acquéreur en 1787 du parc du château de Saint-Pol (XVe siècle).
- Martial Herman (1759-1795), homme politique français pendant la Révolution française, président de tribunal révolutionnaire, mort guillotiné.
- Louis Albert Guislain Bacler d'Albe (1761-1824), militaire, cartographe et peintre, né à Saint-Pol-sur Ternoise.
- Augustin Darthé (1769-1797), né à Saint-Pol-sur-Ternoise, est un homme politique, révolutionnaire montagnard, il participa sous le Directoire à la Conjuration des Égaux, arrêté avec Gracchus Babeuf, il fut jugé, condamné à mort et guillotiné en 1797.
- Bernard de Corbehem (1774-1852), fils de Jacques Jean-Baptiste Éloy de Corbehem, volontaire de la Légion de Damas en 1793, maire de Saint-Pol-sur-Ternoise de 1821 à 1827.
- François Robitaille (1800-1886), homme d'église, né à Saint-Pol-sur-Ternoise.
- Georges Graux (1843-1900), homme politique né et mort à Saint-Pol-sur-Ternoise.
- Edmond Edmont (1849-1926), maire de Saint-Pol-sur-Ternoise, de 1918 à 1925, né dans la commune, philologue, historien et linguiste, il participa en tant qu'enquêteur à l'Atlas linguistique de la France[78], en collaboration avec Jules Gilliéron, linguiste suisse, titulaire d'une chaire à l'école des hautes études de Paris. Ses 992 cahiers de notes sur la langue, l’histoire, la géographie et le folklore des régions traversées sont conservés à la Bibliothèque nationale de France[79].
- Henri Gavel (1880-1959), linguiste, spécialiste en langue occitane et basque, né à  Saint-Pol-sur-Ternoise.
- Paul Pascal (1880-1968), chimiste, académicien, né à Saint-Pol-sur-Ternoise.
- Pierre Bouclet dit Pierre Repp (1909-1986), humoriste et acteur, né à Saint-Pol-sur-Ternoise.
- Jean Wadoux (1942), athlète de demi-fond, né à Saint-Pol-sur-Ternoise.
- Étienne Fernagut (1946-2018) journaliste, né à Saint-Pol-sur-Ternoise.
- Nicolas Aubriot (1984), footballeur français, né à Saint-Pol-sur-Ternoise.
- Stéphane Sieczkowski-Samier (1992), plus jeune maire élu de France (en 2014 à Hesdin), né à Saint-Pol-sur-Ternoise.
- Gaëtan Robail (1994), footballeur français, né à Saint-Pol-sur-Ternoise.
- Cyril Soudant dit CYRILmp4 (1994), vidéaste web, né à Saint-Pol-sur-Ternoise.

### Héraldique
| Blason de Saint-Pol-sur-Ternoise | Blason  | Parti : au 1er d'azur à la gerbe d'avoine d'or, au 2e de gueules à trois pals de vair et au chef d'or chargé d'un lambel de trois pendants d'azur. Ornements extérieurs - le blason est surmonté d’une couronne de fortifications pour évoquer le droit à la défense du bourg à la suite de la charte communale de 1202. - Après la Première Guerre mondiale, les armoiries de la ville furent entourées de supports extérieurs : feuilles de laurier (à droite), symbole de victoire et de gloire et feuilles de chêne (à gauche), symbole de courage et de force. - Croix de guerre 1914-1918 et croix de guerre 1939-1945 avec deux citations. |
| Blason de Saint-Pol-sur-Ternoise | Détails | - Le premier est de la famille comtale des Campdavaine de 1067 à 1205, - le second est de la famille comtale des Châtillon de 1205 à 1360. - Le lambel a été ajouté par Guy IV de Châtillon en 1292 quand son frère Hugues VI choisit le comté de Blois et emporta avec lui le blason de la famille. Le statut officiel du blason reste à déterminer. |

## Pour approfondir

#### Bases de données, dictionnaires et encyclopédies
- Ressources relatives à la géographie :   - Insee (communes)
  - Ldh/EHESS/Cassini
- Ressource relative à plusieurs domaines :   - Annuaire du service public français
- Ressource relative à la musique :   - MusicBrainz
- Notices d'autorité :   - VIAF
  - BnF (données)
  - LCCN
  - GND
  - Israël